# كايكي سيلفا
كايكي سيلفا هو لاعب كرة قدم برازيلي في مركز الوسط، ولد في 13 يناير 1999 في البرازيل. لعب مع نادي فيتوريا.

## وصلات خارجية
- كايكي سيلفا على موقع قاعدة بيانات كرة القدم.إي يو (الإنجليزية)
- كايكي سيلفا على موقع Soccerway.com (الإنجليزية)